# Bathyraja richardsoni
Bathyraja richardsoni är en rockeart som först beskrevs av Jack Garrick 1961.  Bathyraja richardsoni ingår i släktet Bathyraja och familjen egentliga rockor. IUCN kategoriserar arten globalt som livskraftig. Inga underarter finns listade.